# Сутатауса
Сутатауса (ісп. Sutatausa; в перекладі з мови чибча означає мала данина) — місто й муніципалітет у колумбійській провінції Убате (департамент Кундінамарка).

## Географія
Місто розташовано на плато Альтіплано Кундибояценсе за 88 км від столиці, міста Богота. Муніципалітет межує з муніципалітетами Убате на півночі, Тауса — на півдні та заході, Кукунуба — на сході та Кармен-де-Карупа — на заході.

## Історія
До іспанського завоювання Сутатаусу населяли муїски.
Сучасне місто було засновано 24 червня 1537 року Ернаном Пересом де Кесадою, братом Гонсало Хіменеса де Кесади, який того ж дня заснував місто Тенса